# Montégut-Bourjac
Montégut-Bourjac (okzitanisch: Montagut de Borjac) ist eine französische Gemeinde mit 128 Einwohnern (Stand: 1. Januar 2022) im Département Haute-Garonne und der Region Okzitanien (vor 2016 Midi-Pyrénées). Sie gehört zum Arrondissement Muret und zum Kanton Cazères. Die Bewohner werden Montégutains genannt.

## Geographie
Montégut-Bourjac liegt an der Nère, etwa 32 Kilometer nordöstlich von Saint-Gaudens. Umgeben wird Montégut-Bourjac von den Nachbargemeinden Fustignac im Norden, Montoussin im Osten, Francon im Süden sowie Lussan-Adeilhac im Westen.

## Bevölkerungsentwicklung
| Jahr                       | 1962 | 1968 | 1975 | 1982 | 1990 | 1999 | 2006 | 2013 | 2020 |
| Einwohner                  | 150  | 130  | 116  | 83   | 109  | 108  | 107  | 134  | 138  |
| Quellen: Cassini und INSEE |      |      |      |      |      |      |      |      |      |

## Sehenswürdigkeiten
- Kirche Saint-Exupère